# ザークプ
ザークプ（ロシア語: Закуп）とは、キエフ・ルーシ期の人々に関するカテゴリの1つである。キエフ・ルーシ期の自由民の農民（スメルド）のうち、領主とリャドという契約を結んだ人々はリャドヴィチという契約隷属民となった。このリャドヴィチはヴダーチとザークプに分けられる。
ザークプは年季奉公を行う労働者であり、主に耕作に携わった。その立場は隷属農民の立場に類似していた。『ルースカヤ・プラウダ』（ルーシ法典）の下では、雇用主はザクープを奴隷として扱う権利はなかったが、しかし同時に、ザークプに肉体的な罰を与える権利を有していた。（ヤロスラフ1世・イジャスラフ1世以降のキエフ・ルーシでは、奴隷に対してのみ肉体的な罰則が規定された）。ザークプへの理由のない体罰に対しては雇用主に罰金が科されたが、それは自由民に対する罰金よりも低い金額が定められていた。
脱走を試みたザークプは、免税・免役の完全な隷属民（ホロープ(ru)）の位置に落とされた。ただし負債を返済すれば自由になることができた。